# Mauricio Sotelo
Mauricio Sotelo (Madrid, 2 de octubre de 1961) es un compositor español.

## Trayectoria
El compositor y director de orquesta español Mauricio Sotelo comenzó sus estudios musicales como autodidacta con la guitarra, estudios que amplió en el Real Conservatorio de Música de Madrid. En 1979, se establece en Viena para formarse en la Universidad de Música y Arte Dramático de Viena. Cuatro años después, y tras finalizar su instrucción con Dieter Kaufmann, entre otros, es admitido en la Cátedra de Composición dirigida por Francis Burt —Sotelo le dedicará en su memoria la pieza De Vinculis: Ge-Burt. A Francis Burt— y, decisivamente para él, en los seminarios de Roman Haubenstock-Ramati. Este periodo académico concluye en 1987 con la obtención del Premio de Honor Fin de Carrera por Unanimidad.
Durante sus años en Viena (1979-1992), Sotelo trabaja, crea (... et l'avare silence (1988), entre otras composiciones) y participa, junto con Beat Furrer, en la fundación de la Société de l'Art acoustique, más tarde conocida como Klangforum Wien. Este grupo debe ser considerado una suerte de conjunto 'fetiche' para Sotelo por dos razones: en primer lugar, por la relación personal que une al compositor con Furrer y el resto de integrantes del conjunto; en segundo lugar, por su continua e íntima colaboración artística, que ha llevado a Sotelo a construir numerosas piezas, desde su Trio Basso – a R.H.R. (1988–89) hasta la más reciente Klangmuro... I (2009) para flauta, contrabajo y conjunto. El compositor también estudia en Viena electroacústica con Dieter Kaufmann y Dirección con Karl Österreicher.
Aunque sin duda, un hito biográfico para Sotelo es su contacto -también durante estos años en Viena- con el músico italiano Luigi Nono, creador que ejerce una intensa influencia en su pensamiento musical, de manera más acentuada hoy que entonces si cabe. A finales de los años ochenta, Sotelo también conoció al poeta José Ángel Valente -figura inevitable para comprender su catálogo entre 1994 y 2000.
Ya en España, y tras el exitoso estreno de Tenebræ Responsoria —con la participación del cantaor flamenco Enrique Morente— en la XXXII Semana de Música Religiosa de Cuenca (1993), Sotelo comienza su actividad como docente, siendo profesor invitado en el Aula de Música de la Universidad de Alcalá de Henares (1993-1995), en el Seminario de Composición de la Universidad de Columbia en Nueva York (1996), en el Curso de Composición del Festival Internacional de Órgano de León —conocido como Cursos de Villafranca del Bierzo— y, más recientemente, en el Seminario de Composición de la Casa da Música de Oporto (2002), en la Cátedra de Composición Manuel de Falla de Cádiz (2007) y en los Cursos de Composición del Conservatorio Superior de Música de Córdoba (2009).
A comienzos del siglo XXI, Sotelo consolida su carrera como creador. Es reconocido institucionalmente en España con Premios como el Nacional de Música (2001) y concluye varias piezas fundamentales en su catálogo: Wall of light (2003-2007) -dedicada a la obra del pintor abstracto Sean Scully-, Sonetos del amor oscuro. Cripta sonora para Luigi Nono (2003-2005) y Muerte sin fin (2010), entre otras.
Es necesario recordar que la obra de Mauricio Sotelo ha sido galardonada con numerosos Premios a lo largo de su trayectoria creativa: Premio de Composición de la Joven Orquesta Nacional de España (1986), Premio de la Sociedad General de Autores y Editores (1989), el WDR Forum Junger Komponisten (1992), el Premio Ernst von Siemens (1997) y el Premio de Composición Reina Sofía (2000). Asimismo, ha sido compositor en residencia en el Wissenschaftskolleg zu Berlin (2011-2012) –precisamente la institución en la que conoció a Luigi Nono al final de los años ochenta-. Actualmente vive en Berlín y trabaja como Profesor de Composición en la Escola Superior de Música de Catalunya en Barcelona.
La música de Sotelo ha sido publicada por Universal Edition Vienna desde 1991. Sus obras han sido estrenadas en lugares destacados internacionalmente como los Festivales de Salzburgo, Wien Modern, Biennale di Venezia, Maggio Musicale Fiorentino, Bienal de Múnich, Festival Internacional de Granada, Filarmónica de Berlín y Konzerthaus, Bonn. Beethovenhaus, Filarmónica de Colonia, Musikverein de Viena y Konzerthaus de Viena, Ópera de los Países Bajos, Suntory Hall de Tokio, Teatro Real de Madrid y Gran Teatre del Liceu de Barcelona ...

## Creación
La primera de las claves creativas de Mauricio Sotelo es, sin ningún género de duda, la influencia del compositor veneciano Luigi Nono. De hecho, Sotelo le dedica numerosas composiciones como Nel suono indicibile – a Luigi Nono (1989-1990), Due voci… come un soffio dall’ estrema lontananza (1990-1991) en la que utiliza textos de Massimo Cacciari —un filósofo estrechamente vinculado a Nono—, Frammenti de l’infinito. Lorca-Nono. Diálogo del amargo (1998), en la que aparece la poesía de Federico García Lorca —también utilizada por el propio Nono en Epitaffi per Federico Garcia Lorca I-III (1951-1953) y el ballet Der rote Mantel (1955)— o Cripta. Música para Luigi Nono (2009).
Esta afinidad musical —y biográfica— con el artista italiano se materializa de distintas formas en la obra de Sotelo a través, como veremos, de su interés por la reflexión en torno a la arquitectura de la memoria, la tradición oral, el acto de escucha, el mundo interno del sonido y la atracción por el flamenco.

### José Ángel Valente
También hacia el final de los años ochenta, Sotelo entre en contacto con José Ángel Valente, al que no conocerá en persona hasta 1992. La poesía del orensano entra de lleno en la creación musical del compositor. De hecho, imbuido de su hálito lírico, escribe piezas como Memoriae. Escritura interna sobre un espacio poético de José Ángel Valente (1994) -obra fundamental en su carrera-, Nadie (1995–97), Epitafio (1997), In pace (1997), Si después de morir... In memoriam José Ángel Valente (2000), El rayo de tiniebla (2008), Arde el alba (2008-2009) y Muros de dolor... V: José Ángel Valente – Memoria sonora (2009).

### Federico García Lorca
Sotelo trabajó sobre la figura en las piezas Canta la luz herida por el hielo. Homenaje a Federico García Lorca, Frammenti de l’infinito. Lorca-Nono, Diálogo del amargo e Interludien zu Lorcas ‘Canciones Populares’ (1988). A partir de entonces será una constante en su obra, por dos razones: el interés del compositor por el flamenco —una música inspiradora también para el poeta—; y por la influencia de Luigi Nono, quien siempre se sintió atraído por la poética lorquiana.
En 2012 recibió  el encargo de Gerard Mortier, director artístico del Teatro Real de Madrid entre 2010 y 2013, de escribir una ópera sobre la obra teatral El público de Lorca. La ópera consta de un prólogo y cinco escenas y tiene libreto de Andrés Ibáñez. La ópera El público (ópera) se estrenó en Madrid en febrero de 2015.

### Sean Scully
Como ocurrió con Valente, el compositor encuentra un pensamiento artístico muy cercano en la obra plástica y teórica del pintor Sean Scully (Dublín, 1945), al que conoció en Sevilla en 1997, durante el II Festival Internacional de las Artes Sibila. Sotelo se interesa por "el proceso de su creación. (...) Es la claridad de la arquitectura, la que permite a la luz liberarse de la atadura del cuerpo y revelarse como vibración del aire, como música, en definitiva".
Una de las series más interesantes creadas por el pintor es el ciclo Wall of light, comenzado 'oficialmente' en 1998 con Wall of light Pink aunque iniciado catorce años antes con Wall of light 4.84 (1984). Esta serie de lienzos continúa hoy por lo que podemos considerarla como uno de los proyectos más signficativos en la obra del artista irlandés-americano.
Inspirado en algunas de las obras que conforman esta serie Wall of light, Sotelo crea varias composiciones dedicadas, al menos en su pretensión conceptual, al trabajo de Scully. Entre 2003 y 2007 escribe Chalan – Wall of light earth (2003), Wall of light red – für Beat Furrer (2003-2004), Sonetos del amor oscuro. Cripta Sonora para Luigi Nono (2005) —en la que fueron proyectadas algunas pinturas de Scully como fondo escénico—, Wall of light sky (2005-2006), Wall of light black – for Sean Scully (2005-2006) y Night (2007).
Deberíamos hablar aquí no de una mera translación del universo pictórico al musical, sino de una compleja relación entre dos disciplinas artísticas inicialmente distintas. Así lo afirma el propio compositor: "dos rasgos fundamentales de la pintura de Sean Scully (...) coinciden plenamente con mi concepción del sonido: el aspecto formal y la vibración del color. (...) La superposición de capas de color en la pintura de Scully produce un espacio profundo y vibrante, único como experiencia de percepción de la plena armonía entre color y proyección expresiva. En cierto sentido, se produce una suerte de 'danza' entre los destellos de los diferentes planos de luminosidad".
Todas estas influencias artísticas y poéticas deben ser entendidas como claves estéticas para analizar la forma en que Sotelo observa su propio proceso de creación pero también como referencias conceptuales, textuales y visuales que deben tenerse en cuenta para la escucha de su música, puesto que también forman parte de sus partituras, aunque no aparezcan escritas en ellas.

## Sotelo y el flamenco
Desde 1993, Mauricio Sotelo ha escrito un gran número de piezas en las que el Flamenco alcanza una sólida presencia. Pero ¿por qué?
Proponemos dos respuestas.
La primera tiene que ver con la guitarra en sí misma. Cuando era niño, el compositor eligió este instrumento para comenzar sus estudios musicales. Como dirá muchos años después, la guitarra se encuentra íntimamente ligada al flamenco, con todo el imaginario simbólico y artístico que comporta. Desde entonces, Sotelo muestra un profundo conocimiento de ella, dedicándole además una atención constante, desde el comienzo de su carrera compositiva —Soleá o Bulería (ambas de 1984)— hasta momentos más recientes —Como llora el viento (2007), para guitarra y orquesta—. Esta última fue estrenada por el guitarrista Juan Manuel Cañizares —dedicatario de la obra— junto a la Netherlands Philharmonic Orchestra en el marco del Festival de Música de Canarias.
La segunda respuesta está relacionada con el pensamiento musical y el proceso creativo propios del flamenco; rasgos que dan solución a la mayor parte de las inquietudes compositivas de Sotelo.
La cuestión para él, por tanto, es ir más allá del tópico, eliminar las fronteras entre distintos géneros y construir un universo musical en el que sea posible crear una nueva tradición, una nueva forma de flamenco contemporáneo.
El conocimiento del cante constituye una de las llaves para comenzar a comprender el modo de proceder flamenco, no solo por sus cualidades estéticas y artísticas sino también por sus atributos técnicos. El compositor encontró todos estos rasgos en el cante de Enrique Morente (Granada, 1942 - Madrid, 2010). Como cantaor de sólida trayectoria, Morente llegó a la vida de Sotelo en 1993 para participar en el estreno de Tenebrae Responsoria. Dos años más tarde, ambos artistas trabajaron en la pieza Expulsión de la bestia triunfante (1995), que vio la luz en el Festival Internacional de las Artes Sibila en 1996. Tras esta experiencia, Sotelo ha contado con la ayuda de las cantaoras Eva Durán y Marina Heredia (De Amore. Una maschera di cenere, 1996-99), Carmen Linares (In pace, 1997) y Esperanza Fernández (Nadie, 1995-1997) y de los cantaores Miguel Poveda (Sonetos del amor oscuro, 2003-2005) y Francisco José Arcángel Ramos 'Arcángel'. Con la colaboración de este último, Sotelo ha creado varias de sus piezas más recientes, desde Si después de morir…, In memoriam José Ángel Valente (2000) a  Muerte sin fin… comentario, a la memoria de Enrique Morente (2011), entre otras.
Desde comienzos del siglo XXI, Sotelo se encuentra inmerso en una profunda investigación sobre las cualidades tímbricas del cante flamenco y, más específicamente, de la voz de Enrique Morente. Con la ayuda del compositor Fernando Villanueva (Ciudad Real, 1976), y utilizando softwares como AudioSculpt o Sonogram, Sotelo ha conseguido extraer el espectro sonoro completo del cantaor granadino. A partir de este material, establece toda una paleta sonora con la que componer cada nueva pieza. Este tipo de método creativo ha llevado al propio Sotelo a denominar su música 'Flamenco espectral', en una suerte de adaptación del conocido Espectralismo francés.
Asimismo, Sotelo ha comenzado a introducir el baile flamenco en sus creaciones. Las obras más relevantes en este sentido son Muerte sin fin (2010) para bailaora, cantaor y conjunto, Muerte sin fin... comentario, a la memoria de Enrique Morente (2011) para recitador, bailaora, cantaor, conjunto y electrónica y Luz sobre lienzo (2011) para violín, baile, percusión y electrónica.
Sotelo intenta a través de estas obras crear no solo una suerte de diálogo sino todo un nuevo idioma, una visión contemporánea de lo que el flamenco debe ser hoy día. Y para ello, el baile alcanza un peso específico.
En este sentido, Luz sobre lienzo debe ser considerada un ejemplo paradigmático. Solo cuatro elementos, violín (verdad), bailaora (historia), cajón (tiempo) y electrónica (luz) -de acuerdo con la referencia programática a la pintura La verdad, el Tiempo y la Historia, óleo de Francisco de Goya que inspira la pieza- sirven para mostrar un trabajo minimalista fruto de la intensa colaboración entre la violinista Patricia Kopatchinskaja y la bailaora Fuensanta 'La Moneta'.
En definitiva, podemos observar cómo el compositor ha tomado conciencia de lo que la tradición flamenca significa para el músico: tras los años de estudio y las horas empleadas para desarrollar la técnica, el flamenco -y también, quizás, cualquier tipo de práctica musical o artística en la que la oralidad sea esencial- es una suerte de lenguaje interior en el que la memoria y la experiencia son re-inventados a cada paso. El compositor, en este caso, debe provocar la ocasión, es decir, crear, a través de la partitura y, sobre todo, de un intenso trabajo con los músicos, una nueva dimensión artística.

### Alterflamenco
En las manos de Sotelo, el flamenco ya no es un estilo musical exótico ligado a los tópicos de la imagen turística española o a la aproximación estilizada y académica de compositores anteriores. El flamenco es, hoy en día, con ejemplos como el del músico madrileño, una manifestación que se integra naturalmente en la vanguardia de la música y el arte contemporáneos.
Muchos otros compositores se han sentido atraídos por el flamenco o por otras tradiciones musicales enraizadas en la memoria colectiva de una comunidad específica. De Manuel de Falla y Béla Bartók a Klaus Huber y Toshio Hosokawa, del Nacionalismo musical al artista posmoderno, podemos localizar numerosos ejemplos de maneras estilizadas de integrar manifestaciones musicales de tradición oral en una obra académica. Sin embargo, Sotelo se identifica a sí mismo con la propia tradición flamenca: 'Yo soy compositor, pero ante todo soy flamenco. Aquí tendremos una gran arquitectura sonora cuyos pilares son las raíces del flamenco', dice el músico madrileño.
Para llegar a este manifiesto, Sotelo transforma su propia identidad artística. Después de los años de formación académica en Viena, de la influencia poética y pictórica y de sus investigaciones espectrales, actúa, finalmente, como un 'nómada cultural' -así define la personalidad del artista en le época altermoderna Nicolas Bourriaud.
Es por ello que definiremos la música de Sotelo como una nueva forma de tradición, una suerte de 'alterflamenco', tomando el prefijo 'alter' como un signo de aquella 'obra de arte que explora todas las dimensiones del presente, trazando líneas en todas las direcciones espaciales y temporales'<Ibíd./>.

## Premios
- 1986 : Primer Premio de Composición de la Joven Orquesta Nacional de España (JONDE)
- 1989 : Primer Premio de Composición de la Sociedad General de Autores de España (SGAE)
- 1991 : Premio de Composición (Förderpreis) de la Ciudad de Viena
- 1992 : Premio de Composición de la WDR / Ciudad de Colonia Forum Junger Komponisten
- 1996 : Premio de ópera de la Fundación Körber de Hamburgo por su obra BRUNO
- 1997 : Composers' Prize de la Fundación Ernst von Siemens
- 1999 : Premio Daniel Montorio a la mejor música escénica por su ópera de cámara De Amore
- 2000 : Primer Premio de Composición Musical Premio Reina Sofía
- 2001 : Premio Nacional de Música
- 2011–12 : Mauricio Sotelo es el primer compositor español en ser invitado como composer in residence en el prestigioso Wissenschaftskolleg zu Berlin Instituto de Estudios Avanzados de Berlín
- 2018: Premio GamoMusica 2018 de Florencia a toda su carrera

## Obra

### Música para la escena
- Rinconete y Cortadillo (2002). Ballet, para electrónica. Argumento creado por Mercedes Carrillo y Raúl Comba basado en la novela homónimca de Miguel de Cervantes.
- El loco (2004). Ballet, para saxofón y orquesta.
- Muerte sin fin (2010) para bailaora, cantaor y conjunto.
- Muerte sin fin... comentario, a la memoria de Enrique Morente (2011), para recitador, bailaora, cantaor, conjunto y electrónica, con textos de José Gorostiza.
- Luz sobre lienzo (2011) para violín, bailaora, percusión y electrónica.

#### Ópera
- De Amore, Una Maschera di Cenere (1996-1999). Opera de cámara para conjunto, cinta y electrónica en vivo. Textos de Peter Mussbach.
- Dulcinea (2005-2006). Ópera infantil basada en "Don Quijote de la Mancha" de Miguel de Cervantes. Libreto original de Andrés Ibáñez.
- El público (2011-2014). Ópera en un prólogo y cinco escenas. Libreto original de Andrés Ibáñez basado en la pieza teatral homónima, de Federico García Lorca. Encargo de Gerard Mortier para el Teatro Real de Madrid. Estrenada el 24 de febrero de 2015.
- Bruno o el teatro de la memoria (2017–2021). Ópera en cinco actos sobre textos de Giordano Bruno (En preparación).

### Orquesta
- Música extremada (1986), para orquesta.
- Due voci…, come un soffio dall’estrema lontananza (1990/91), para clarinete, saxofón, coro femenino, orquesta y electrónica en vivo.
- Tenebræ responsoria (1992/93), para cantaor, saxofón tenor, tuba, piano, doble coro mixto y tres grupos instrumentales.
- Rose in fiamme (1993/94), para piano y orquesta en cuatro grupos. Versión revisada: Al fuego, el mar (1997/98).
- De l’infinito, universo e mondi  (1996/97) para violín, orquesta y dispositivo electrónico.
- Frammenti de l’infinito. Lorca-Nono diálogo del amargo (1998) para orquesta y dispositivo electrónico
- Lecturas del libro de Job (1998/2000), para flauta orquesta de cuerda y recitador ad libitum.
- Cena de las cenizas (1999/2000), para orquesta.
- Si después de morir… in memoriam José Ángel Valente (1999/2000), para cantaor y orquesta.
- Chalan (2003), para percusión y orquesta.
- El loco (2004), ballet para saxofón y orquesta.
- Tamquam centrum circuli (2006), para flauta, clavecín y orquesta.
- Muros de dolor… III (2006/07), para orquesta.
- Como llora el viento… (2007), para guitarra y orquesta.
- El rayo de tiniebla (2007/08), para cantaor, coro y orquesta.
- Cripta, música para Luigi Nono (2009), para voz (cantaor), coro mixto, ensemble y dispositivo electrónico.
- Arde el alba (2008/09), para soprano, cantaor y orquesta.
- Cuerpos robados (2011), para violín y orquesta.

### Música de cámara
- Trio basso - a R.H.R (1988/89), para viola, violonchelo y contrabajo.
- Nel suono indicibile - a Luigi Nono (1989/90), para clarinete bajo / clarinete contrabajo, saxofón alto / saxofón tenor, violonchelo y electrónica en vivo.
- Chez soi sans soi (1991), para 2 flautas, sintetizador y electrónica en vivo.
- Memoriae. Escritura interna sobre un espacio poético de José Ángel Valente (1994), para violonchelo y contrabajo.
- Animales celestes (1995), para 1, 2, 3 o 4 violonchelos.
- De magia (1995), para saxofón alto o tenor, percusión y piano.
- Peces del aire (1999), para guitarra y violonchelo.
- Cábala del caballo (2000), para guitarra y clave.
- Como el oscuro pez del fondo (2001), para flauta alto, percusión y sintetizador ad libitum.
- Degli eroici furori. Streichquartett N.1 (2002) para cuarteto de cuerda.
- Artemis. Streichquartett N.2 (2003/04) para cuarteto de cuerda.
- Audéeis (2004), para voz (cantaor flamenco) y cuarteto de cuerda.
- Tisra. Klaviertrio N.1 (2006) para violín, violonchelo y piano.
- Venta varga (2007) para violín, violonchelo y piano.
- La mémoire incendiée: la guitare. Streichquartett N.3 (2007/09), para cuarteto de cuerda.
- Luz sobre lienzo (2011), para violín, bailaora, percusión y electrónica.
- Azul de lontananza (2012), para sexteto de cuerda.
- Le temps scintille... Streichquartett N.4 (2014/...) para cuarteto de cuerda y electrónica (en preparación).

### Instrumentos a solo

#### Piano
- Su un oceano di scampanellii (1994-1995) para piano. Incluye: Scherzo (I–II–III–VII–VIII–X) [ca. 9'] y Cadenza (V).
- Green aurora dancing over the night side of the earth (2006) para piano.
- Jerez desde el aire (2009) para piano.
- Sub rosa (2012) para piano.
- Aber das Wehende höre... (2012) para piano.
- Ancora un segreto, Hommage-Sonate per Alfred Brendel (2014) para piano.
- Encore... La joie III (2013), from Ancora un segreto, para piano.

#### Órgano
- Supernova-Santa Marina La Real (2008) para órgano.

#### Guitarra
- El amor imposible  (1996) para guitarra.
- Como llora el agua  (2008) para guitarra.
- Encore... La joie I (2013), de  Como llora el agua , para guitarra.

#### Violín
- De vinculis: Ge-Burt. A Francis Burt (2001) para violín.
- Estremecido por el viento. Canto a Federico para violín solo (2001) para violín.
- Muros de dolor... V: José Ángel Valente-Memoria sonora (2009) para violín y electrónica en vivo.
- Encore... La joie II (2013) de Cuerpos robados (2013), para violín.

#### Violonchelo
- De Amore (1995) para violonchelo.
- Muros de dolos... VI: Soleá (2010) para violonchelo.

#### Flauta
- Trama, Il Flauto di Marsia (1996) para flauta.
- Del aura al suspirar (1998) para flauta contrabajo (o flauta bajo) y sintetizador.
- Muros de dolor... Ib (2012) para flauta.
- Muros de dolor... II (2005) para flauta.
- A Roberto-La chiarezza deserta (2009) para flauta.

#### Clarinete
- Toná (2003) para clarinete.

#### Saxofón
- Argo (1997) para saxofón alto o tenor.

Incluye: Liebeslied I –partes I, II y IV– [saxofón alto]; Liebeslied II –partes VI, IX y X– [saxofón tenor] y Cantabile amoroso –partes IV y VI– [saxofón soprano, alto o tenor]
- Muros de dolor...I (2005) para saxofón tenor.

#### Percusión
- De vinculis: Gong. A Nuria Schönberg (2001) para percusión.

#### Grupo de breves Encores instrumentales
- Encore… la joie I, de Como llora el agua (2013), para guitarra.
- Encore… la joie IIa, de Luz Sobre Lienzo (2013), para violín.
- Encore… la joie IIb, de Luz Sobre Lienzo (2013), para violín.
- Encore… la joie III, de Ancora un segreto (2013), para piano.

#### Obras fuera de catálogo
Obras escritas antes de 1989 retiradas del catálogo por el compositor
- Anagrama   (1986) para piano.
- … dans un ultime murmure…   (1988) para marimba.
- L’Allegria   (1992) para violonchelo.